# Beniamino Bonomi
Beniamino Bonomi (né le 9 mars 1968 à Verbania, dans la province du Verbano-Cusio-Ossola, au Piémont) est un kayakiste italien pratiquant la course en ligne.